# ناحیه کوتلی
ناحیه کوتلی (به انگلیسی: Kotli District) یکی از ناحیه‌های پاکستان در پاکستان است که در کشمیر آزاد واقع شده‌است. ناحیه کوتلی ۱٬۸۶۲ کیلومتر مربع مساحت و ۶۴۰٬۰۰۰ نفر جمعیت دارد.